# 毛果南芥
毛果南芥（学名：Arabis pendula var. hebecarpa）为十字花科南芥属下的一个变种。

## 扩展阅读
- 維基物種上的相關：毛果南芥